# Phantom Blood
Phantom Blood (japonês: ファントムブラッド, Hepburn: Fantomu Buraddo) é uma série de manga de 1987 criada por Hirohiko Araki, e a primeira parte da série maior JoJo's Bizarre Adventure. O manga foi originalmente serializado pela Shueisha no Weekly Shonen Jump sob o título JoJo's Bizarre Adventure Parte 1 Jonathan Joestar: a Sua Juventude e foi recolhido em cinco volumes; uma coleção de três volumes foi lançada pela Shueisha no Japão em 2002, e pela Viz Media na América do Norte em 2014. O arco foi serializado por mais de 10 meses; de 1 de janeiro de 1987 a 26 de outubro do mesmo ano. Foi seguido por Battle Tendency.
A história passa-se na Inglaterra no começo-a-fim dos 1880s, e segue Jonathan Joestar, o herdeiro da abastada família Joestar, e o seu irmão adotivo Dio Brando, que deseja ficar com a fortuna Joestar. Usando uma antiga máscara de pedra, Dio transforma-se num vampiro, e Jonathan aprende a técnica de artes marciais baseada em luz solar de Hamon para lutar com ele. Araki descreveu os temas da história como "estando vivos" e "uma afirmação que a humanidade é maravilhosa", com personagens a crescer e a ultrapassar problemas com as suas ações.
A série recebeu críticas indo de mistas a positivas, com críticos frequentemente criticando a anatomia e as poses das personagens na arte de Araki, e foi dito a Araki várias vezes durante a serialização que Phantom Blood era uma das séries que não se encaixava com a "melhor das melhores" que eram publicadas na mesma altura, como Dragon Ball e Hokuto no Ken. A série teve duas adaptações de anime, na forma de um filme de 2007 do A.P.P.P, e como parte da primeira temporada da série televisiva de 2012 JoJo's Bizarre Adventure de David Production. Também foi adaptado a um videojogo de 2006 pela Bandai.

## Enredo
Na Inglaterra do século 19, um jovem nascido na pobreza chamado Dio Brando é adotado pelo abastado George Joestar para pagar uma dívida de família ao pai de Dio, Dario, que morrera em 1880. O filho de George, Jonathan, que aspira tornar-se um cavalheiro, é afastado pela família e amigos, que Dio manipula como parte do seu plano de ficar com a fortuna Joestar. Depois de Jonathan dominar Dio numa luta de punhos, Dio vinga-se matando o cão de estimação de Jonathan, Danny, antes de se tornar num adulto. Jonathan e Dio desenvolvem um interesse numa máscara de pedra misteriosa que reagiu ao sangue de Dio que foi derramado na luta. Jonathan aprende que a máscara foi usado pelos Astecas para dar ao usuário imortalidade.
Em 1888, depois de ter idade para herdar a fortuna Joestar, Dio deliberadamente envenena o pai de Jonathan, George. A procura de Jonathan pelo antídoto leva-o à Rua Ogre, uma rua perigosa em Londres, onde ele se torna amigo de um bandido chamado Robert E. O. Speedwagon. Ao mesmo tempo, Dio tenciona organizar um  acidente para matar Jonathan com a máscara de pedra e testar a máscara num bêbedo. Invés disso, a máscara torna o bêbedo num poderoso vampiro que quase mata Dio antes de ser destruído pela luz solar. Jonathan e Speedwagon voltam à mansão com um antídoto e expõem o esquema de Dio. Dio tenta matar Jonathan com uma faca mas George sacrifica a vida para salvar Jonathan. Dio usa o sangue derramado de George e a máscara para se tornar num vampiro. Jonathan incendeia a mansão da família Joestar e impala Dio numa estátua na mansão a arder, mas Dio sobrevive.
Enquanto que Jonathan anda com Erina Pendleton, a sua namorada, eles conhecem Will A. Zepelli, um homem que tenciona destruir a máscara de pedra depois dela causar a morte do seu pai. Zeppeli ensina Jonathan a usar uma energia supernatural produzida por respiração controlada chamada Hamon. Então, a 30 de novembro de 1888, Jonathan, Speedwagon, e Zeppeli viajam para o Lote Wind Knights, onde Dio está a criar um exército de zombies. Zeppeli é mortalmente ferido por um destes zombies, Tarkus, e passa o que resta da sua energia Hamon para Jonathan antes de morrer. Acompanhado pelos companheiros de Zeppeli utilizadores de Hamon, a 1 de dezembro de 1888, Jonathan destrói o corpo de Dio através do envio direto de Hamon por ele. Dio decapita a sua cabeça para sobreviver ao ataque Hamon. Speedwagon destrói a máscara de pedra. A 2 de fevereiro de 1889, Jonathan casa-se com Erina. No dia seguinte, eles vão num navio rumo à América para a sua lua de mel. Dio esgueira-se a bordo do navio, com intenção de transplantar a sua cabeça no corpo de Jonathan.
A 7 de fevereiro de 1889, Dio fere mortalmente Jonathan. Jonathan usa o que resta do seu Hamon para manipular o corpo do servo de Dio, Wang Chan, a obstruir a roda de pás do navio, levando-o a explodir. Jonathan morre com a cabeça de Dio nos seus braços enquanto Erina escapa no caixão em que Dio se escondeu com a filha de um passageiro morto. Salva perto das Ilhas Canárias dois dias depois, Erina promete passar a verdade da vida de Jonathan à sua criança ainda não nascida e ás gerações que se seguem.

## Produção
Phantom Blood foi escrito e desenhado por Hirohiko Araki. Antes de trabalhar na série, ele criou um manga que lembrava os trabalhos de Hisashi Eguchi, um artista conhecido pela sua arte de personagens femininas; o editor de Araki, Ryōsuke Kabashima, irritadamente disse a Araki para nunca desenhar algo tão derivativo outra vez, o que o levou a tomar outra direção com a sua arte, e a criação de Phantom Blood. Devido à popularidade de Arnold Schwarzenegger e de Sylvester Stallone na altura, Araki fez as personages com um tipo de corpo musculado. As posições das personagens, o que Araki considera ser distintivo da sua arte, foi influenciado por uma viagem a Itália pouco antes da serialização de Phantom Blood, onde ele foi à Galleria Borghese em Roma e viu a escultura Apolo e Dafne de Gian Lorenzo Bernini. Vendo-a em pessoa de diferentes ângulos teve uma grande influência nele; ele descreveu-a como esmagadoramente bonita e intensa, ao contrário das esculturas nos museus japoneses e das poses das figuras da maioria dos artistas de manga.

### Estrutura e temas
Phantom Blood foi criado usando a estrutura ki-shō-ten-ketsu – introdução (ki), desenvolvimento (shō), reviravolta (ten), e resolução (ketsu) – junto com a regra de subida e descida, na qual o herói deve crescer com o tempo em relação ao seu ponto de partida no início da história, e não estagnar ou regredir. Araki contudo observou que devido ao formato semanal da série, a regressão inicial de Jonathan quando Dio torna a vida feliz de Jonathan em dificuldades significa que o crescimento de Jonathan ficou no negativo durante algumas semanas após a estreia da série, levando a um sentimento negativo que Jonathan perdia sempre. Araki implementou uma curva de crescimento parecida a Dio, porém com ele crescendo para o mal. Mesmo seguindo a regra de herói sempre-a-progredir, Araki decidiu  contornar a regra e ter Jonathan morrer para salvar a sua mulher e filho: ele reconheceu que morrer é o mais negativo até onde um herói pode ir, e chamou-lhe de impensável fazer tal coisa num manga shonen, mas disse que desde que ele queria passar a lineagem da família Joestar, ele precisava que Jonathan morresse, e que o seu sangue e espírito passasse para Joseph, o protagonista de Battle Tendency, a segunda parte da série. Enquanto o considera um risco, ele chamou esta passagem da tocha um positivo que permite o extremo negativo de matar o primeiro protagonista.
Os temas de Phantom Blood foram descritos por Araki como "estando vivos" e "uma afirmação que a humanidade é maravilhosa". Ele explicou a última justificação como uma descrição para a habilidade da humanidade para crescer e superar dificuldades pela força e espírito do próprio; isto é um tema recorrente que foi usado nas partes seguintes de JoJo's Bizarre Adventure, demonstrado pelo sucesso das pessoas nas lutas pelas suas ações, sem depender em máquinas ou deuses. Este tema, junto com a passagem da tocha, foram influenciados pela morte do avô de Araki perto do início da serialização, e os seus pensamentos acerca de como as pessoas deixam partes de si para trás para a geração seguinte quando morrem.
Querendo que os leitores soubessem que a máscara de pedra e os seus poderes seriam o que ia guiar o enredo, Araki começou o manga com um prólogo envolvendo a máscara, concentrando-se em comunicar o ambiente, invés da maneira padrão de começar um manga com a introdução do protagonista. O conceito de Hamon foi criado enquanto ele pensava sobre como criar desenhos que mostrassem o invisível; ele chegou à ideia de uma personagem a esmurrar um sapo, que não ficou ferido, enquanto a pedra que estava em baixo se abriu, então mostrando o poder supernatural das habilidades da personagem. Também foi influenciado pelo seu amor de mangas de karaté, com os movimentos supernaturais usados neles.

### Criação das personagens

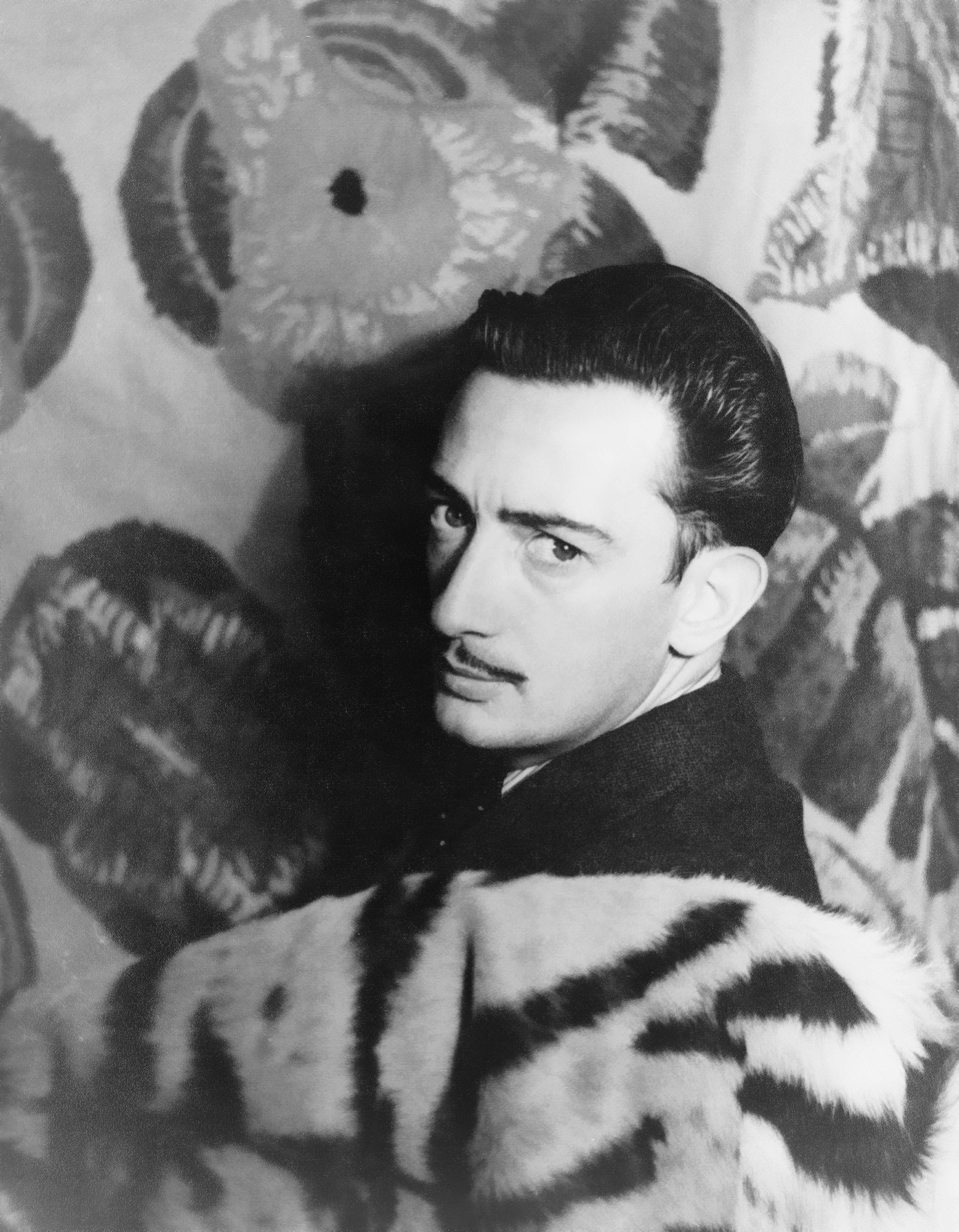
Salvador Dalí influenciou o design de Zeppeli.

Com parte da criação de cada personagem, Araki escreveu uma história fictícia para a personagem, para prevenir inconsistências; enquanto que nem toda a informação que ele escreve nelas foi usada diretamente no manga, ajudou-o a determinar como cada personagem devia agir e reagir em diferentes situações. Jonathan e Dio, o protagonista e antagonista, foram criados com a dualidade de luz e sombra em mente, com a intenção de os ter a contrastar entre si: Dio era apresentado como a personificação do mal, e Jonathan como "fundamentalmente virtuoso" e justo. Araki também deu uso do preto e branco na sua arte para contrastar ainda mais os dois. O design de Jonathan foi feito para ser um símbolo da história e do cenário, algo que Araki continuaria a fazer com os protagonistas futuros da série. Porque Araki queria que a série progredisse com novas personagens na família Joestar, Jonathan foi especificamente escrito como "o primeiro Joestar" que iria funcionar como um símbolo de pureza e dignidade, e não como uma personagem única. Isto limitava o que Jonathan podia fazer; em retrospetiva, Araki considerou-o passivo e "um pouco aborrecido".
Desde do início do planeamento do manga, Araki pretendeu representar Dio como uma personagem "cool" que descende em vilania. Pensando que poderia ser difícil criar um antagonista malvado com que os leitores empatizassem, Araki escreveu que Dio vinha de uma família pobre com um pai "sem nenhumas qualidades que o redimisse", dando a Dio motivação para adquirir poder e se poder vingar do mundo mesmo que isso o levasse a fazer coisas imorais e ilegais. Araki também observou que uma personagem que age sem consideração das morais e leis pode dar aos leitores um sentimento de catarse devido à exibição dos mesmos "sentimentos feios" que as pessoas têm mas não podem mostrar, fazendo Dio mais facilmente compreensível do que uma personagem que só faz o bem. O nome de Dio foi tirado diretamente da palavra italiana para "Deus", e foi escolhido para soar bem com o nome "JoJo."
A principal personagem secundária de Phantom Blood, Zeppeli, foi criada como um "professor idiota" no estilo dos mestres de arte marcial dos filmes de Jackie Chan e The Karate Kid, com um charme no contraste entre como eles parecem e que eles são no interior. Araki fez o seu design com um bigode, tirando inspiração das aparências do pintor Salvador Dalí e da personagem de Osomatsu-kun, Iyami; isto foi considerado um risco, visto que a aparência das personagens com bigode nas revistas shonen era considerada velha e não confiável, potencialmente afastando leitores. O seu nome vem da banda de rock Led Zeppelin, e foi escolhido para balancear a grande quantidade de nomes na série que começavam com "J"; a personagem Speedwagon teve o seu nome (vem de uma banda rock REO Speedwagon) pela mesma razão

## Lançamento e media relacionada
Phantom Blood foi originalmente serializado no Weekly Shonen Jump da Shueisha sob o título JoJo's Bizarre Adventure Parte 1 Jonathan Joestar: a Sua Juventude. Foi publicado de 1 de janeiro a 26 de outubro de 1987, com um total de 44 capítulos, e foi mais tarde recolhido em cinco volumes tankōbon. Também foi recolhido numa coleção de três volumes bunkoban a 5 de fevereiro de 2002, e uma edição de um só volume sōshūhen em 2012. Outra coleção de três volumes com nova arte nova na capa por Araki foi lançada de 4 de dezembro de 2013 a 4 de janeiro de 2014, como parte de uma linha JoJonium, junto com a segunda e terceira parte da série, Battle Tendency e Stardust Crusaders. Esta versão foi lançada na América do Norte pela Viz Media, começando digitalmente em 2014 e impressa em 2015. Uma versão digitalmente colorida do manga completo foi lançado digitalmente para smartphones e computadores tablet no Japão a 13 de julho de 2012.
Para celebrar o aniversário da série, uma adaptação de vídeojogo foi lançada em 2006 pela Bandai para a Playstation 2 e uma adaptação cinematográfica (anime) de Phantom Blood, JoJo's Bizarre Adventure: Phantom Blood, foi produzida por A.P.P.P e lançada nos cinemas japoneses em 2007. O filme nunca foi lançado em home video. O duo owarai Speedwagon (Jun Itoda e Kazuhiro Ozawa) que tirou o seu nome da personagem de Phantom Blood, faz aparição no filme como Dario Brando e Wang Chen. Phantom Blood foi adaptado outra vez num anime em 2012, como parte da primeira temporada da produção de David Production da série televisiva de anime JoJo's Bizarre Adventure.

## Volumes

### Lançamento original
| N.º | Título | Data de lançamento japonês | ISBN japonês |
| --- | --- | --- | --- |
| 1 | Dio o InvasorShinryakusha Dio (侵略者ディオ) | 10 de agosto de 1987 | 978-4-08-851126-9 |
| 1. "Dio o Invasor" (侵略者ディオ, Shinryakusha Dio) 2. "Um novo amigo!" (新しき友人!, Atarashiki Yūjin!) 3. "Querida Erina" (愛しのエリナ, Itoshi no Erina) 4. "Uma luta que não devo perder" (負けられない戦い, Makerarenai Tatakai) | 1. "Dio o Invasor" (侵略者ディオ, Shinryakusha Dio) 2. "Um novo amigo!" (新しき友人!, Atarashiki Yūjin!) 3. "Querida Erina" (愛しのエリナ, Itoshi no Erina) 4. "Uma luta que não devo perder" (負けられない戦い, Makerarenai Tatakai) | 5. "Danny em chamas" (炎のダニー, Honō no Danī) 6. "Uma carta do passado" (過去からの手紙, Kako kara no Tegami) 7. "Uma promessa ao pai" (父への誓い, Chichi e no Chikai) 8. "Batalha na Rua Ogre" (食屍鬼街の戦い, Ougā Sutorīto no Tatakai) | 5. "Danny em chamas" (炎のダニー, Honō no Danī) 6. "Uma carta do passado" (過去からの手紙, Kako kara no Tegami) 7. "Uma promessa ao pai" (父への誓い, Chichi e no Chikai) 8. "Batalha na Rua Ogre" (食屍鬼街の戦い, Ougā Sutorīto no Tatakai) |
| 2 | A Sede por Sangue! Chi no Kawaki! (血の渇き!) | 8 de janeiro de 1988 | 978-4-08-851127-6 |
| 9. "O Teste do Sujeito Vivo da Máscara" (仮面の人体実験, Kamen no Jintai Jikken) 10. "A Sede Por Sangue!" (血の渇き!, Chi no Kawaki!) 11."Transcende Humanidade!" (人間を超越する!, Ningen o Chōetsu Suru!) 12. "Os Dois Anéis" (一組の指輪, Futatsu no Ringu) 13. "Monstro Imortal" (不死の怪物, Fushi no Kaibutsu)                                    | 9. "O Teste do Sujeito Vivo da Máscara" (仮面の人体実験, Kamen no Jintai Jikken) 10. "A Sede Por Sangue!" (血の渇き!, Chi no Kawaki!) 11."Transcende Humanidade!" (人間を超越する!, Ningen o Chōetsu Suru!) 12. "Os Dois Anéis" (一組の指輪, Futatsu no Ringu) 13. "Monstro Imortal" (不死の怪物, Fushi no Kaibutsu)                                    | 14. "Ataque dos Vivos Mortos" (生ける死者の襲撃, Ribingu Deddo no Shūgeki) 15. "Assentar uma Juventude com Dio!" (ディオとの青春に決着!, Dio to no Seishun ni Ketchaku!) 16. "Estátua da Deusa do Amor" (慈愛の女神像, Jiai no Megamizō) 17. "Uma Cara Nostálgica" (懐しき面影, Natsukashiki Omokage)                                                                                 | 14. "Ataque dos Vivos Mortos" (生ける死者の襲撃, Ribingu Deddo no Shūgeki) 15. "Assentar uma Juventude com Dio!" (ディオとの青春に決着!, Dio to no Seishun ni Ketchaku!) 16. "Estátua da Deusa do Amor" (慈愛の女神像, Jiai no Megamizō) 17. "Uma Cara Nostálgica" (懐しき面影, Natsukashiki Omokage)                                                                                 |
| 3 | Os Cavaleiros das Trevas | 8 de abril de 1988 | 978-4-08-851128-3 |
| 18. "Jack o Vilão e Zeppeli o Exêntrico" (凶人ジャック&奇人ツェペリ, Kyōjin Jakku to Kijin Tseperi) 19. "A Energia Milagrosa" (奇跡のエネルギー, Kiseki no Enerugī) 20. "A Tragédia no Mar" (洋上の惨劇, Yōjō no Sangeki) 21. "Cidade Amaldiçoada" (呪われた町, Norowareta Machi) 22. "Faz do Medo Teu" (恐怖を我が物とせよ, Kyōfu o Wagamono to Seyo)  | 18. "Jack o Vilão e Zeppeli o Exêntrico" (凶人ジャック&奇人ツェペリ, Kyōjin Jakku to Kijin Tseperi) 19. "A Energia Milagrosa" (奇跡のエネルギー, Kiseki no Enerugī) 20. "A Tragédia no Mar" (洋上の惨劇, Yōjō no Sangeki) 21. "Cidade Amaldiçoada" (呪われた町, Norowareta Machi) 22. "Faz do Medo Teu" (恐怖を我が物とせよ, Kyōfu o Wagamono to Seyo)  | 23. "Vento do Norte e Vikings" (北風とバイキング, Kitakaze to Baikingu) 24. "Convite para uma Armadilha" (罠への招待, Wana e no Shōtai) 25. "O Poder de uma Máscara que Congela Sangue"(血も凍る仮面力, Chi mo Kōru Kamen Pawā) 26. "Os Cavaleiros das Trevas" (暗黒の騎士達, Ankoku no Kishi-tachi) 27. "Fantasma da Vingança do Passado" (過去からの復讐鬼, Kako kara no Fukushūki) | 23. "Vento do Norte e Vikings" (北風とバイキング, Kitakaze to Baikingu) 24. "Convite para uma Armadilha" (罠への招待, Wana e no Shōtai) 25. "O Poder de uma Máscara que Congela Sangue"(血も凍る仮面力, Chi mo Kōru Kamen Pawā) 26. "Os Cavaleiros das Trevas" (暗黒の騎士達, Ankoku no Kishi-tachi) 27. "Fantasma da Vingança do Passado" (過去からの復讐鬼, Kako kara no Fukushūki) |
| 4 | Câmara do Dragão de Duas Cabeças | 10 de junho de 1988 | 978-4-08-851129-0 |
| 28. "O Herói dos 77 Anéis" (77輝輪の勇者, Nana Jū Nana Ringu no Yūsha) 29. "Maldição do Cavaleiro Preto" (黒騎士の呪縛, Kurokishi no Jubaku) 30. "Dorme como um Herói" (英雄として瞑る, Eiyū Toshite Nemuru) 31. "Ruínas dos Cavaleiros" (騎士たちの遺跡, Kishi-tachi no Iseki) 32. "Câmara do Dragão de Duas Cabeças" (双首竜の間へ, Sōshuryū no Ma e) | 28. "O Herói dos 77 Anéis" (77輝輪の勇者, Nana Jū Nana Ringu no Yūsha) 29. "Maldição do Cavaleiro Preto" (黒騎士の呪縛, Kurokishi no Jubaku) 30. "Dorme como um Herói" (英雄として瞑る, Eiyū Toshite Nemuru) 31. "Ruínas dos Cavaleiros" (騎士たちの遺跡, Kishi-tachi no Iseki) 32. "Câmara do Dragão de Duas Cabeças" (双首竜の間へ, Sōshuryū no Ma e) | 33. "Coragem de Amanhã" (あしたの勇気, Ashita no Yūki) 34. "A Profecia do Ansião" (老師の予言, Rōshi no Yogen) 35. "Explode-o Com Raiva!" (怒りをたたきこめ!, Ikari o Tatakikome!) 36. "Os Três de uma Terra Longíqua"(遙かな国からの3人, Haruka na Kuni kara no Sannin) 37. "Doobie o Monstro" (怪人ドゥービー, Kaijin Dūbī)                                                         | 33. "Coragem de Amanhã" (あしたの勇気, Ashita no Yūki) 34. "A Profecia do Ansião" (老師の予言, Rōshi no Yogen) 35. "Explode-o Com Raiva!" (怒りをたたきこめ!, Ikari o Tatakikome!) 36. "Os Três de uma Terra Longíqua"(遙かな国からの3人, Haruka na Kuni kara no Sannin) 37. "Doobie o Monstro" (怪人ドゥービー, Kaijin Dūbī)                                                         |
| 5 | O Hamon Final! | 10 de agosto de 1988 | 978-4-08-851130-6 |
| 38. "Ataque de Thunder Cross Split" (稲妻十字空烈刃, Sandā Kurosu Supuritto Atakku) 39. "Batalha de Sangue! JoJo & Dio" (血戦! JoJo&Dio, Kessen! JoJo to Dio) 40. "Fogo & Gelo!" (炎&氷, Faiyā Ando Aisu!) 41. "O Fim de um Demónio!" (悪鬼の最期!, Akki no Saigo!) 42. "Prelúdio da Tempestade" (恐嵐への序曲, Kyōran e no Jokyoku)                    | 38. "Ataque de Thunder Cross Split" (稲妻十字空烈刃, Sandā Kurosu Supuritto Atakku) 39. "Batalha de Sangue! JoJo & Dio" (血戦! JoJo&Dio, Kessen! JoJo to Dio) 40. "Fogo & Gelo!" (炎&氷, Faiyā Ando Aisu!) 41. "O Fim de um Demónio!" (悪鬼の最期!, Akki no Saigo!) 42. "Prelúdio da Tempestade" (恐嵐への序曲, Kyōran e no Jokyoku)                    | 43. "O Hamon Final!" (最後の波紋!, Saigo no Hamon!) 44. "No Esquecimento" (忘却の彼方へ, Bōkyaku no Kanata e) 45. "JoJo de Nova Iorque" (ニューヨークのジョジョ, Nyū Yōku no JoJo) 46. "A Estátua Viva" (生きた彫像, Ikita Chōzō) 47. "Notícias Dolorosas" (悲痛なしらせ, Hitsū na Shirase)                                                                                           | 43. "O Hamon Final!" (最後の波紋!, Saigo no Hamon!) 44. "No Esquecimento" (忘却の彼方へ, Bōkyaku no Kanata e) 45. "JoJo de Nova Iorque" (ニューヨークのジョジョ, Nyū Yōku no JoJo) 46. "A Estátua Viva" (生きた彫像, Ikita Chōzō) 47. "Notícias Dolorosas" (悲痛なしらせ, Hitsū na Shirase)                                                                                           |

### Lançamento de 2002
| N.º | Título                                                                        | Data de lançamento japonês | ISBN japonês  |
| --- | ----------------------------------------------------------------------------- | -------------------------- | ------------- |
| 1 | Parte 1: Phantom Blood 1 Part 1 Fantomu Buraddo 1 (Part1 ファントムブラッド1) | 15 de fevereiro de 2002    | 4-08-617784-6 |
| - 1. "Prólogo" (プロローグ, Purorōgu) - 2–5. "Dio Brando o Invasor (1–4)" (侵略者ディオ・ブランドー その①〜④, Shinryakusha Dio Burandō Sono 1–4) - 6–7. "Uma Carta do Passado (1–2)" (過去からの手紙 その①〜②, Kako kara no Tegami Sono 1–2) - 8–11. "A Máscara de Pedra (1–4)" (石仮面 その①〜④, Ishi Kamen Sono 1–4) - 12–14. "Juventude com Dio (1–3)" (ディオとの青春 その①〜③, Dio to no Seishun Sono 1–3) |                                                                               |                            |               |
| 2 | Parte 1: Phantom Blood 2 Part 1 Fantomu Buraddo 2 (Part1 ファントムブラッド2) | 15 de fevereiro de 2002    | 4-08-617785-4 |
| - 15–16. "Juventude com Dio (4–5)" (ディオとの青春 その④〜⑤, Dio to no Seishun Sono 4–5) - 17. "O Nascimento de DIO" (DIOの誕生, DIO no Tanjō) - 18–22. "Jack o Estripador e Zepelli o Estranho (1–5)" (切り裂きジャックと奇人ツェペリ その①〜⑤, Kirisaki Jakku to Kijin Tseperi Sono 1–5) - 23–25. "Excesso de Hamon (1–3)" (波紋疾走その①〜③, Hamon Ōbādoraibu Sono 1–3) - 26–29. "Tarkus e o Cavaleiro das Trevas Bruford (1)4" (タルカスと黒騎士ブラフォード その①〜④, Tarukasu to Kurokishi Burafōdo Sono 1–4) |                                                                               |                            |               |
| 3 | Parte 1: Phantom Blood 3Part 1 Fantomu Buraddo 3 (Part1 ファントムブラッド3)  | 15 de fevereiro de 2002    | 4-08-617786-2 |
| - 30. "Dorme como um Herói" (英雄として眠る, Eiyū toshite Nemuru) - 31. "As Ruínas dos Cavaleiros" (騎士たちの遺跡, Kishitachi no Iseki) - 32. "O Terreno de Treino para Homícidio dos Cavaleiros Medievais" (中世騎士殺人修練場, Chūsei Kishi Satsujin Shūren Jō) - 33–35. "Arrancar para Amanhã e o Sucessor (1–3)" (あしたの勇気・うけ継ぐ者 その①〜③, Ashita no Yūki Uketsugumono Sono 1–3) - 36–38. "Os Três de uma Terra Longíqua (1–3)" (遥かな国からの3人 その①〜③, Harukana Kuni kara no 3nin Sono 1–3) - 39–44. "Fogo e Gelo, Jonathan e Dio (1–6)" (炎と氷 ジョナサンとディオ その①〜⑥, Faiyā to Aisu Jonasan to Dio Sono 1–6) |                                                                               |                            |               |

### Lançamento de 2012
| N.º              | Título | Data de lançamento japonesa | ISBN japonês      |
| ---------------- | --- | --------------------------- | ----------------- |
| 1                | Parte 1: Phantom Blood Edição Digerida Dai Ichi Bu Fantomu Buraddo Sōshūhen (第1部 ファントムブラッド 総集編) | 5 de outubro de 2012        | 978-4-08-111057-5 |
| - Capítulos 1–44 | |                             |                   |

### Lançamento de 2013/ Lançamento internacional
| N.º               | Título                               | Data de lançamento original             | Data de lançamento em inglês                                                    |
| ----------------- | ------------------------------------ | --------------------------------------- | ------------------------------------------------------------------------------- |
| 1                 | Parte 1: Phantom Blood 01 JoJonium 1 | 4 de dezembro de 2013 978-4-08-782832-0 | 2 de setembro de 2014 (digital) 24 de fevereiro de 2015 (físico) 978-1421578798 |
| - Capítulos 1–11  |                                      |                                         |                                                                                 |
| 2                 | Parte 1: Phantom Blood 02JoJonium 2  | 4 de dezembro de 2013 978-4-08-782833-7 | 4 de novembro de 2014 (digital) 5 de maio de 2015 (físico) 978-1421578804       |
| - Capítulos 12–27 |                                      |                                         |                                                                                 |
| 3                 | Parte 1: Phantom Blood 03 JoJonium 3 | 4 de janeiro de 2014 978-4-08-782834-4  | 3 de fevereiro de 2015 (digital) 4 de agosto de 2015 (físico) 978-1421578811    |
| - Capítulos 28 44 |                                      |                                         |                                                                                 |

## Recepção
Phantom Blood foi recebido com críticas indo de crítico a positivo. Segundo Araki, foi-lhe dito várias vezes durante a serialização original do manga que era uma das séries que não se encaixavam com a "melhor das melhores" que estavam a ser serializadas na mesma altura, tal como Dragon Ball, Hokuto no Ken, Captain Tsubasa, Kinnikuman e Os Cavaleiros do Zodíaco. Os leitores de Weekly Shonen Jump foram críticos quanto aos primeiros capítulos, achando Jonathan pouco agradável visto que continuava a perder contra Dio na altura. A série foi incluída na lista de melhores e mais memoráveis mangas de 2015 da Anime News Network, ganhando na categoria "O Que É Que Eu Acabei De Ler?!".
Joseph Luster da Otaku USA chamou Phantom Blood de "um presente" para tanto os novos e antigos leitores da série de JoJo's Bizarre Adventure, mas pensou que aparentava  ter um ritmo mais lento comparada a Stardust Crusaders. Ziah Grace e Claire Napier da ComicsAlliance foram bastante críticas da série, chamando-lhe "lixo sem significado" que não devia ter sido republicado em 2015, e recomendaram aos leitores ler um resumo do enredo de Phantom Blood e começarem a ler Battle Tendecy invés. Elas criticaram a representação de crueldade animal  da série, e os papéis "maus ou não-existentes" das mulheres na história. Rebecca Silverman da Anime News Network apreciou o realismo da maneira como Dio aparece perfeitamente com maneiras a George enquanto sendo também sadisticamente cruel, e em como a série usou uma mistura entre mitologia asteca e sabedoria popular de vampiros, mas pensou que a história poderia ser demasiado cruel para alguns leitores, citindo a crueldade animal como exemplo. Ela gostou de como a história escalou em intensidade e estranheza, mas criticou-a por contar mais vezes do que mostrar, e usar pontos de exclamação demasiadas vezes.
Vários críticos criticaram a arte em Phantom Blood pela anatomia e poses das personagens; Silverman descreveu-a como tendo poses impossíveis e com personagens a ter cabeças desproporcionalmente pequenas, corpos musculados. Ela adicionalmente criticou a arte por ser muito lotada e difícil de ler. ComicAlliance não gostou de como a arte parecia derivativa de Hokuto no Ken. Takato de Manga-News pensou que a anatomia e as poses, enquanto que encaixando no tom da história, eram improváveis e mal desenhadas. Luster pensou que a artes não era tão boa quanto os trabalhos posteriores de Araki, mas que era encantador e resultou apesar das "proporções torcidas" devido à sua alta intensidade e estilização. Kory Cerjak de The Fandom Post gostou da artes, porém, chamou-a de "tirada dos anos 80", dando à série um sentimento parecido a ver um bom filme de ação desse período de tempo.
O box set para o lançamento dos três volumes de JoJonium da série foi a 47ª banda desenhada mais vendida no Japão durante a sua semana de estreia segundo o Oricon, vendendo aproximadamente 19,374 cópias. Os três volumes ingleses estiveram todos na tabela da lista de Mangas Best Sellers do The New York Times durante três semanas seguidas; volume 1 estreou-se em primeiro lugar, e tanto o volume 2 e 3 estrearam-se em segundo lugar, depois The Legend of Zelda: A Link to the Past e o volume 71 de Naruto, respetivamente.